# Jim Bates
Jim Bates (ur. 21 lipca 1941 w Denver) – amerykański polityk, członek Partii Demokratycznej.

## Działalność polityczna
W okresie od 3 stycznia 1983 do 3 stycznia 1991 był przez cztery kadencje przedstawicielem nowo utworzonego 44. okręgu wyborczego w stanie Kalifornia w Izbie Reprezentantów Stanów Zjednoczonych.